# Merlia deficiens
Merlia deficiens är en svampdjursart som beskrevs av Jean Vacelet 1980. Merlia deficiens ingår i släktet Merlia och familjen Merliidae. Inga underarter finns listade i Catalogue of Life.